# Танг (гевог)

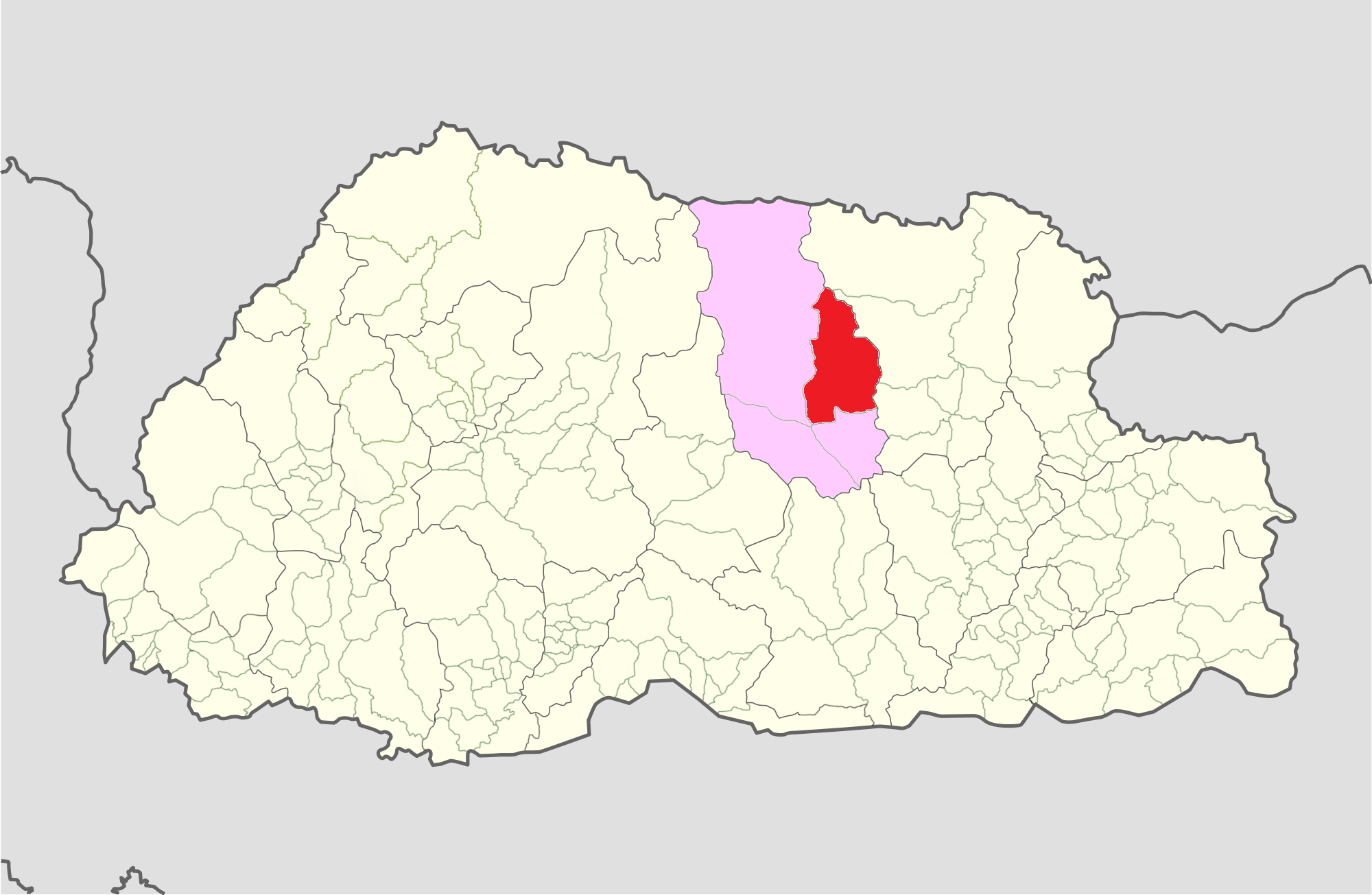
Гевог Танг в составе дзонгхага Бумтанг на карте Бутана

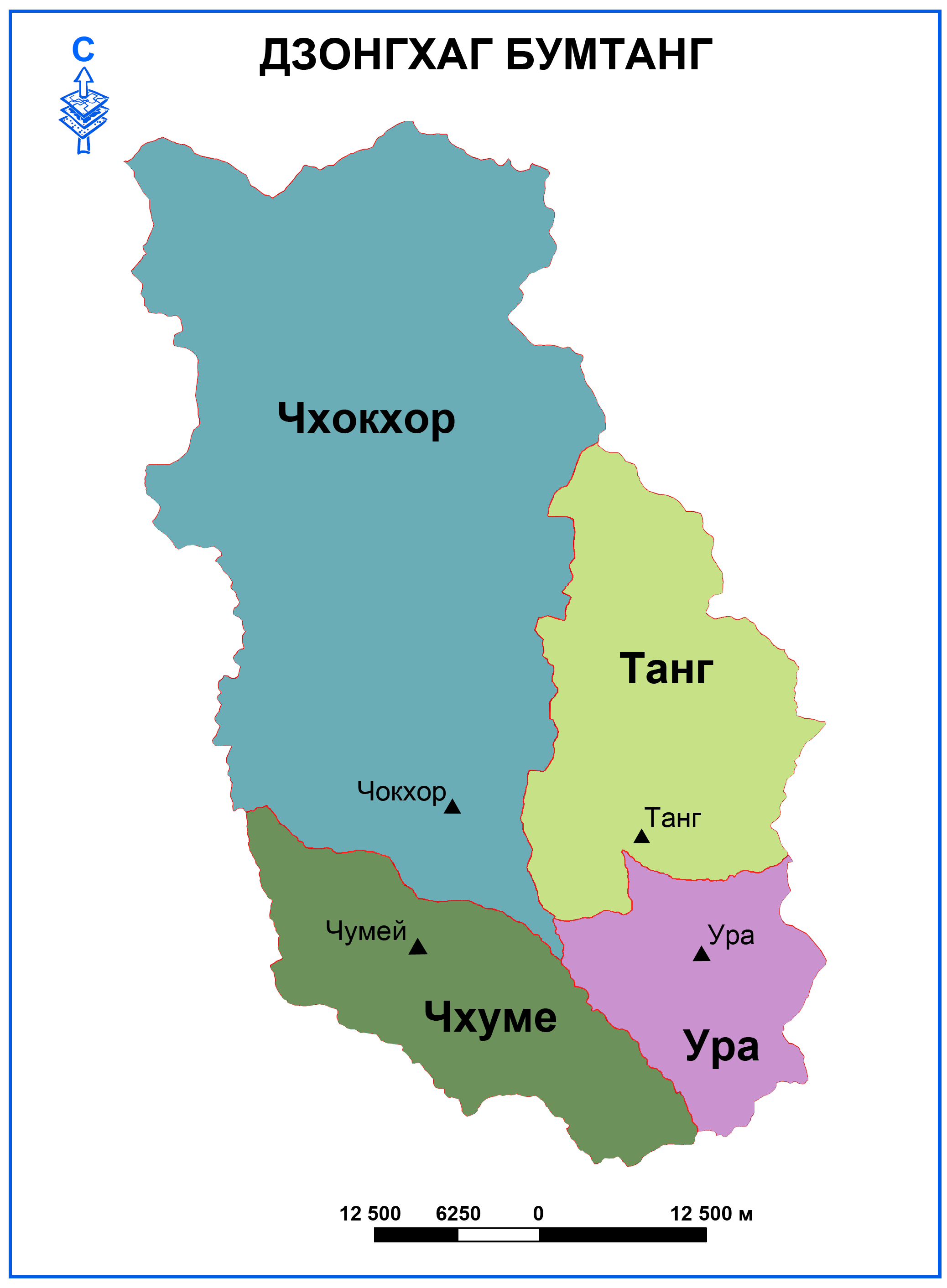
Гевоги дзонгхага Бумтанг

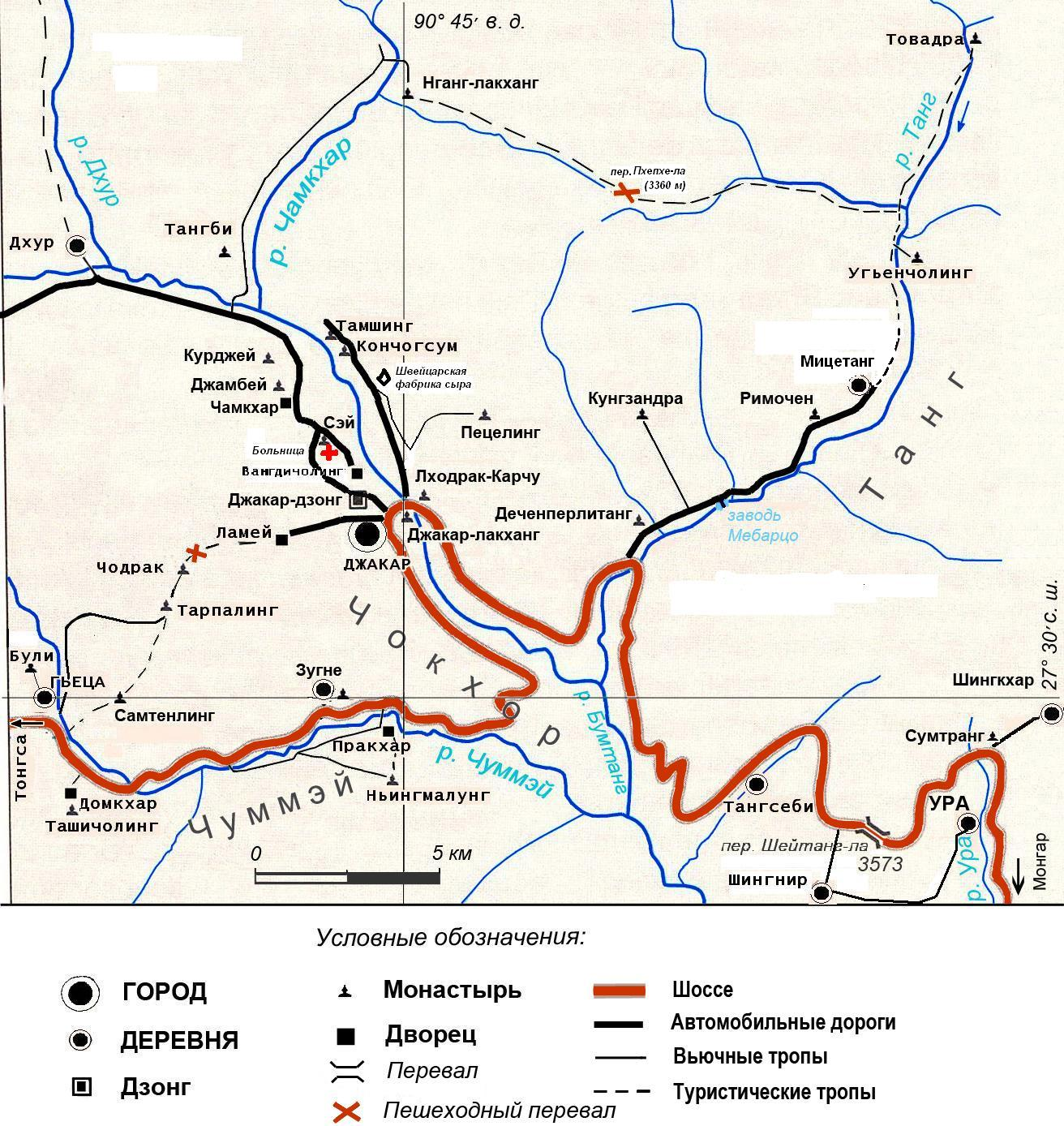
Карта центральной части Бумтанга

Танг (􀭞ང་།)— гевог в Бутане в Бумтанге, расположенный в долине реки Танг (долина Танг), к северу и востоку от Джакара. В гевоге имеется ряд небольших разрознённых поселений вдоль реки и несколько буддийских монастырей. Танг обладает самобытными традициями, в буддийских монастырях Ура проводятся ежегодные праздники цечу.
Долина соединена с Джакаром шоссе, от которого отходит грунтовая автомобильная дорога.
Вдоль дороги расположены деревни Дрангчел (Drangchel), Джамзонг (Jamzhong), Месетанг (Mesethang), Кизум (Kizum), Гамлинг (Gamling). Другие деревни долины — Танг, Нангнанг (Nangnang), Лалакха, Угьен Чолинг.
Всего на территории гевога 32 деревни, 300 домашних хозяйств, 3 школы, один медпункт и 11 медицинских работников.
Жители выращивают картофель, яблоки. Пасут овец и коров.
В гевоге проводятся два цечу, примерно в ноябре, следуя один за другим:
- Намкха Рабней
- Чоджам Рабней

## Достопримечательности
- «Бурляшее озеро» Мебарцо (на самом деле заводь реки Танг, в котором Пема Лингпа поднял со дна статую Будды.
- Монастырь Угьен Чолинг, дворец и музей глубоко в долине, на месте медитации Дордже Лингпа.
- Монастырь Товадра
- Монастырь Кунгзандра на месте, где медитировал Падмасамбхава.
- Храм Танг Римочен Место медитации Падмасамбхавы